# Glycogeenstapelingsziekten

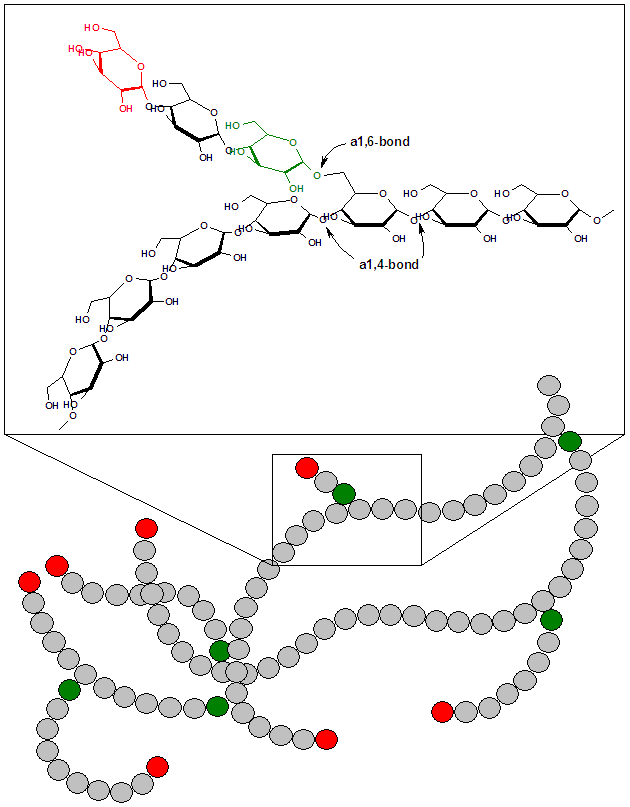
Glycogeen

Glycogeenstapelingsziekten (afgekort GSD) of glycogenosen zijn een groep erfelijke aandoeningen van de suikerstofwisseling, waarbij glycogeen niet goed kan worden afgebroken of verwerkt. Elke type heeft een specifiek enzymdefect met daarbij orgaanspecifieke symptomen.
Er zijn ten minste twaalf typen glycogeenstapelingsziekten bekend, die door romeinse cijfers van elkaar worden onderscheiden, met uitzondering van type 0:
- type I of de ziekte van von Gierke
- type II of de ziekte van Pompe
- type III of de ziekte van Cori
- type IV of de ziekte van Andersen
- type V of de ziekte van McArdle
- type VI of de ziekte van Hers
- type VII of de ziekte van Tarui
- type IX
- type XI of het Fanconi-Bickel syndroom
- type XII
- type XIII
- type 0

De gecombineerde incidentie wordt geschat op 1 op 40.000 geboorten, wat zou neerkomen op maximaal een half dozijn nieuwe gevallen per jaar in Nederland van al deze ziekten samen. Ze zijn dus zeer zeldzaam.
Vanaf november 2016 heeft de International Liver Glycogen Storage Disease Priority Setting Partnership (IGSDPSP) in samenwerking met de James Lind Alliance[dode link] gewerkt in een internationaal project, om de onbeantwoorde vragen van (ouders van) patiënten en zorgverleners te inventariseren en prioriteren. De IGSDPSP is geïnitieerd en gecoördineer vanuit het internationale expertisecentrum voor GSD, dat zich bevindt in het UMC Groningen. De resultaten van de IGSDPSP zijn recent gepubliceerd in de 'Journal of Inherited Metabolic Disease'. Zie de link naar de open access publicatie.